# София Амалия фон Брауншвайг-Каленберг
София Амалия фон Брауншвайг-Каленберг (на немски: Sophie Amalie von Braunschweig-Calenberg, на датски: Sophie Amalie af Braunschweig-Lüneburg; * 24 март 1628, дворец Херцберг; † 20 февруари 1685, Копенхаген) от рода Велфи (Нов Дом Люнебург), е принцеса от Брауншвайг-Люнебург и Каленберг и чрез женитба кралица на Дания и Норвегия (1648 – 1670).

## Живот
Тя е единствената дъщеря на херцог Георг фон Брауншвайг-Люнебург (1582 – 1641) и съпругата му принцеса Анна Елеонора фон Хесен-Дармщат (1601 – 1659), втората дъщеря на ландграф Лудвиг V фон Хесен-Дармщат и съпругата му Магдалена фон Бранденбург.
София Амалия се омъжва в двореца Глюксбург на 1 октомври 1643 г. за Фредерик III (* 18 март 1609, † 9 февруари 1670), крал на Дания и Норвегия от 1648 до 1670 г., третия син на крал Кристиан IV от Дания (1577 – 1648) и първата му съпруга Анна Катарина фон Бранденбург (1575 – 1612).
София Амалия има влияние в политическите решения по време на управлението на нейния съпруг и по-късно при нейния син. Вдовишките си години тя прекарва в своя дворец „София Амалиенборг“ в Копенхаген, който е построен за нея между 1669 и 1673 г. София Амалия е погребана в катедралата Роскилде в Копенхаген.
- Принцеса София Амалия
- Фредерик III и София Амалия
- Кралица София Амалия
- Дворец Амалиенборг

## Деца
София Амалия и крал Фредерик III имат осем деца:
- Кристиан V (1646 – 1699), крал на Дания и Норвегия ∞ принцеса Шарлота Амалия фон Хесен-Касел
- Анна София (1647 – 1717) ∞ курфюрст Йохан Георг III от Саксония
- Фридерика Амалия (1649 – 1704) ∞ херцог Християн Албрехт фон Шлезвиг-Холщайн-Готорп
- Вилхелмина Ернестина (1650 – 1706) ∞ курфюрст Карл II фон Пфалц
- Фридрих (1651 – 1652)
- Георг (1653 – 1708), херцог на Камберленд ∞ кралица Анна от Великобритания
- Улрика Елеонора (1656 – 1693) ∞ крал Карл XI
- Доротея (1657 – 1658)